# Кожухар Катерина Сергіївна
Катери́на Сергі́ївна Кожуха́р — редактор і ведуча радіожурналу «Renastere Відродження» громадської компанії «Теле-Радіо-Молдова». Кандидат педагогічних наук — 1993.
1984 року закінчила Кишинівський університет, де залишилася працювати. Від 1993 року працює в Інституті національних меншин АН Молдови, з 1997-го — завідувачка відділу історії, культури та мови українців Молдови. Від 1998 року — старший науковий співробітник Інституту міжетнічних відносин АН Молдови. З 2006 року — старший науковий співробітник Інституту культурної спадщини АН Молдови, одночасно з 2012 року — редактор і репортер радіожурналу «Відродження».
Сфера наукових досліджень — лінгводидактика, етно- та соціолінгвістика, проблеми інтеграції українців у Молдові, українсько-молдовські етнокультурні взаємини.
Є співавторкою ряду шкільних підручників, зокрема — для 1-го класу «Веселка», 2010, для 3-го класу «Українська мова і літературне читання», 2012, для 7-го класу «Українська мова і література», 2012.

## Нагороди
- Відзнака Президента України — ювілейна медаль «25 років незалежності України» (22 серпня 2016) — за вагомий особистий внесок у зміцнення міжнародного авторитету Української держави, популяризацію її історичної спадщини і сучасних надбань та з нагоди 25-ї річниці незалежності України[1]